# Руський Орчик
Ру́ський О́рчик — загальнозоологічний заказник загальнодержавного значення в Україні. Розташований у межах Машівського району Полтавської області, на схід від села Ряське. 
Площа природоохоронної території 785 га. Статус присвоєно згідно з Указом Президента України від 10.12.1994 року № 750/94. Перебуває у віданні ДП «Новосанжарський лісгосп» (Карлівське л-во, кв. 70, 71, 73-80). 
Заказник охоплює територію на правому березі річки Орілі. Західна і південна межа заказника збігаються з долиною Орілі, східний — з адміністративним кордоном Полтавської і Харківської областей, а північна межа проходить по підвищеному правому корінному березі Орілі. Зі сходу до заказника «Руський Орчик» прилягає загальнозоологічний заказник «Російський Орчик» (Зачепилівський район, Харківська область). 
Більша частина заказника — це заплавний комплекс річки, представлений болотами, лугами і широколистяними лісами, подекуди збереглися степові ділянки.

## Флора
Уздовж берегів зростають очерет звичайний і рогіз вузьколистий. Трапляються злакові — лепешняк великий і очеретянка звичайна. Тут можна побачити м'яту водяну і чистець болотний, а також незабудку болотну, підмаренник багновий. З рідкісних видів на території заказника зростає папороть водяна, сальвінія плаваюча і латаття біле. У південно-східній частині розташований лісовий масив, де ростуть дуб, ясен і клени — татарський і польовий.

## Фауна
Багатий тваринний світ, який представлений 260 видами наземних хребетних. Серед них 17 видів є «червонокнижними», 7 занесені до Європейського червоного списку, 19 видів вважаються регіонально рідкісними. Тут мешкають борсук, горностай, куниця лісова, лисиця руда, єнот уссурійський, сарна європейська, лось звичайний, свиня дика, ондатра та інші. Трапляються рідкісні види звірів — видра річкова, перегузня та тхір степовий. 
Птахи представлені 192 видами, в тому числі багато рідкісних. Трапляються чапля велика біла, чапля жовта, лелека чорний, підорлик великий, кулик-сорока, сорокопуд сірий. Тут мешкає одна з найбільших у регіоні колоній сірої чаплі, єдина колонія кваків, великі колонії водно-болотяних птахів (крячків чорних і білокрилих). Деякі з птахів занесені до Червоної книги України: ходуличник, журавель сірий, орел-карлик.

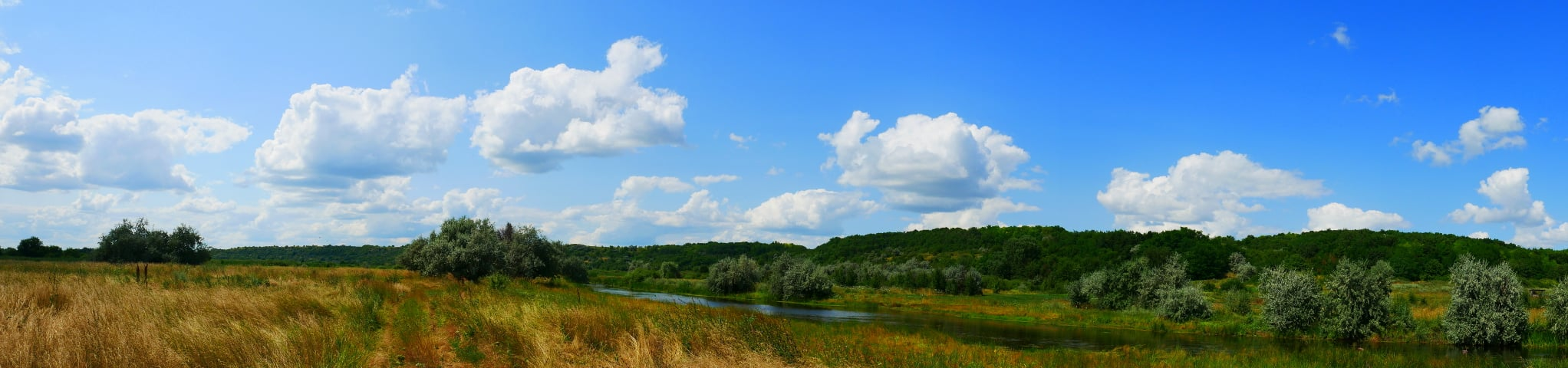

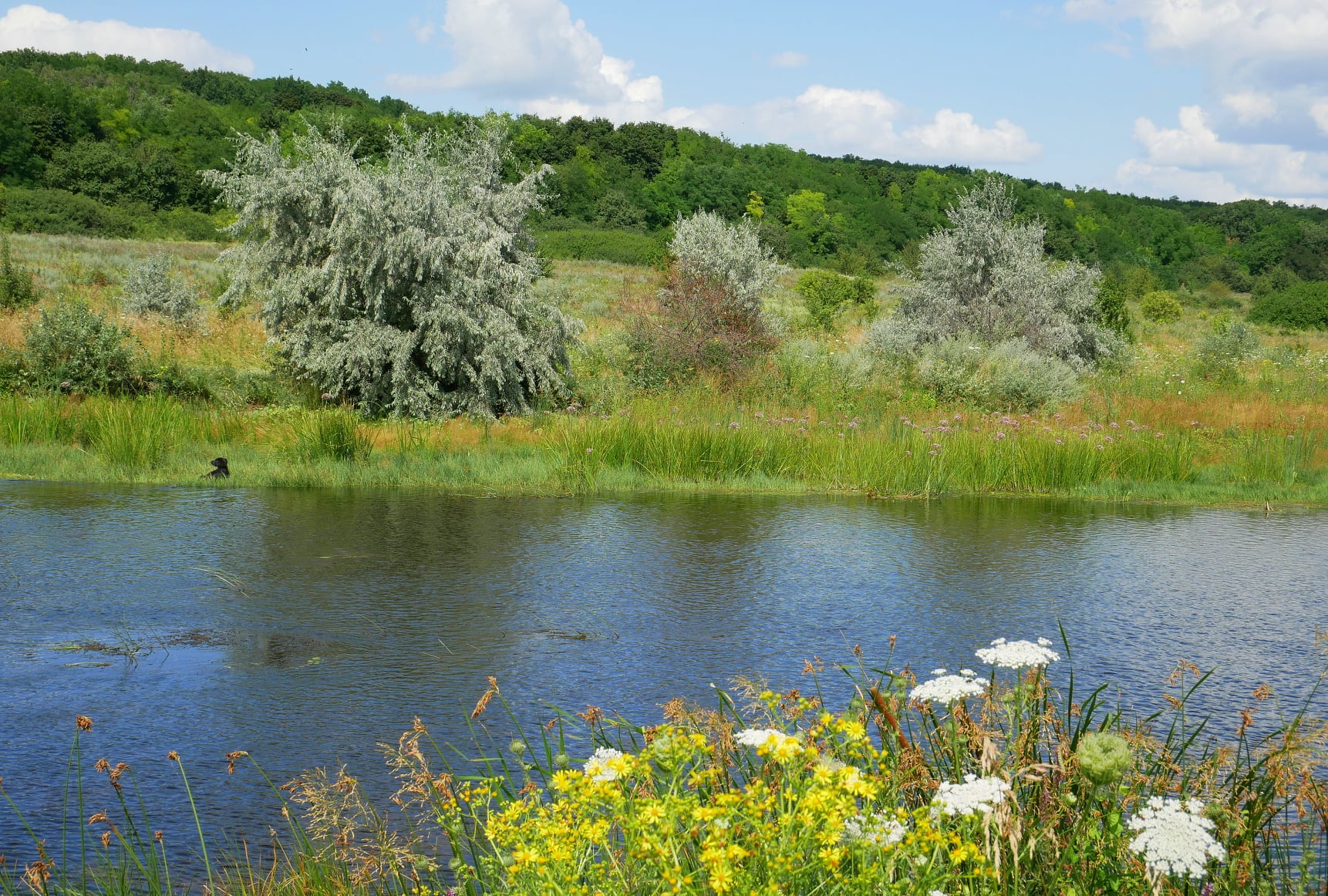

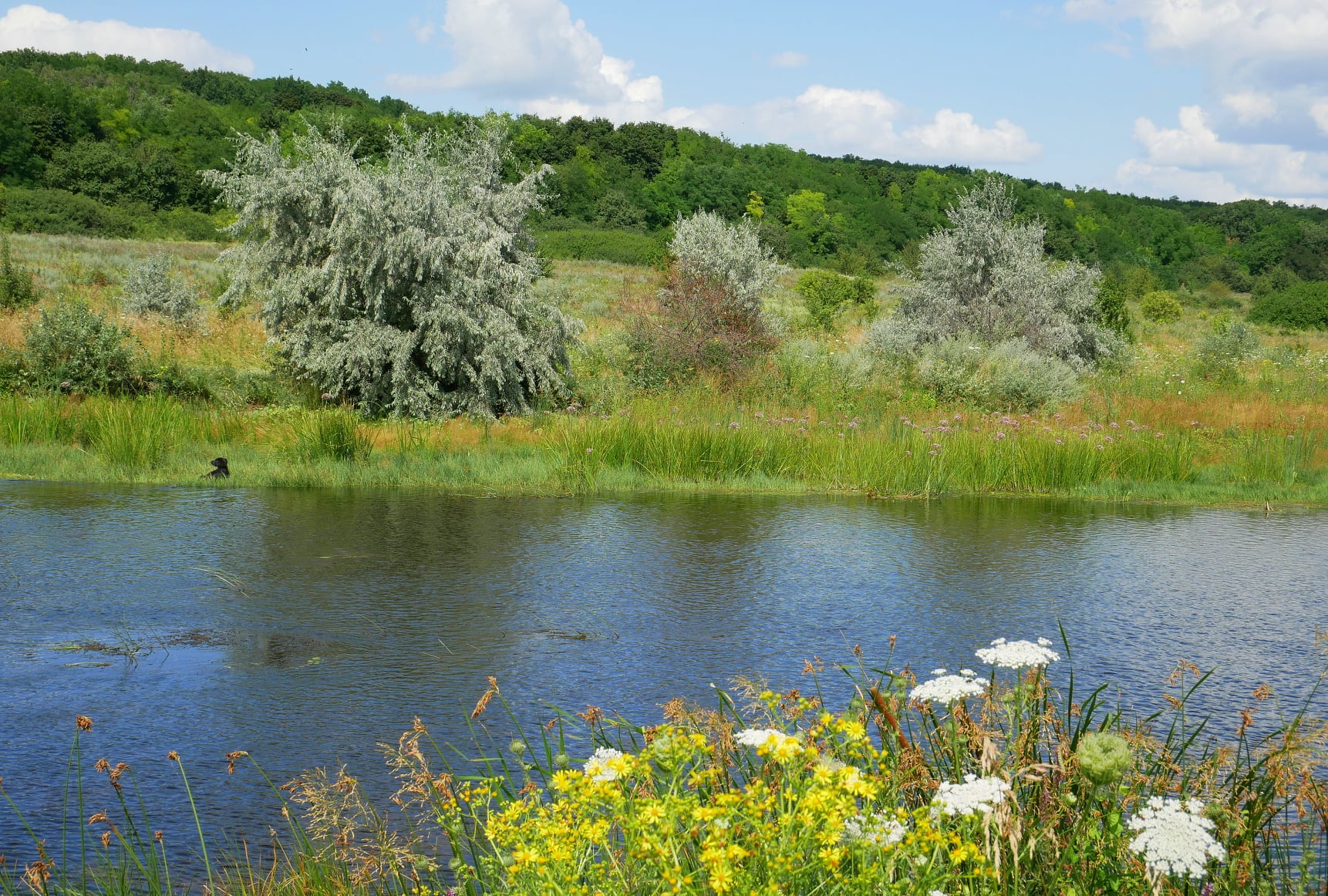
Орчик 2021

## Галерея

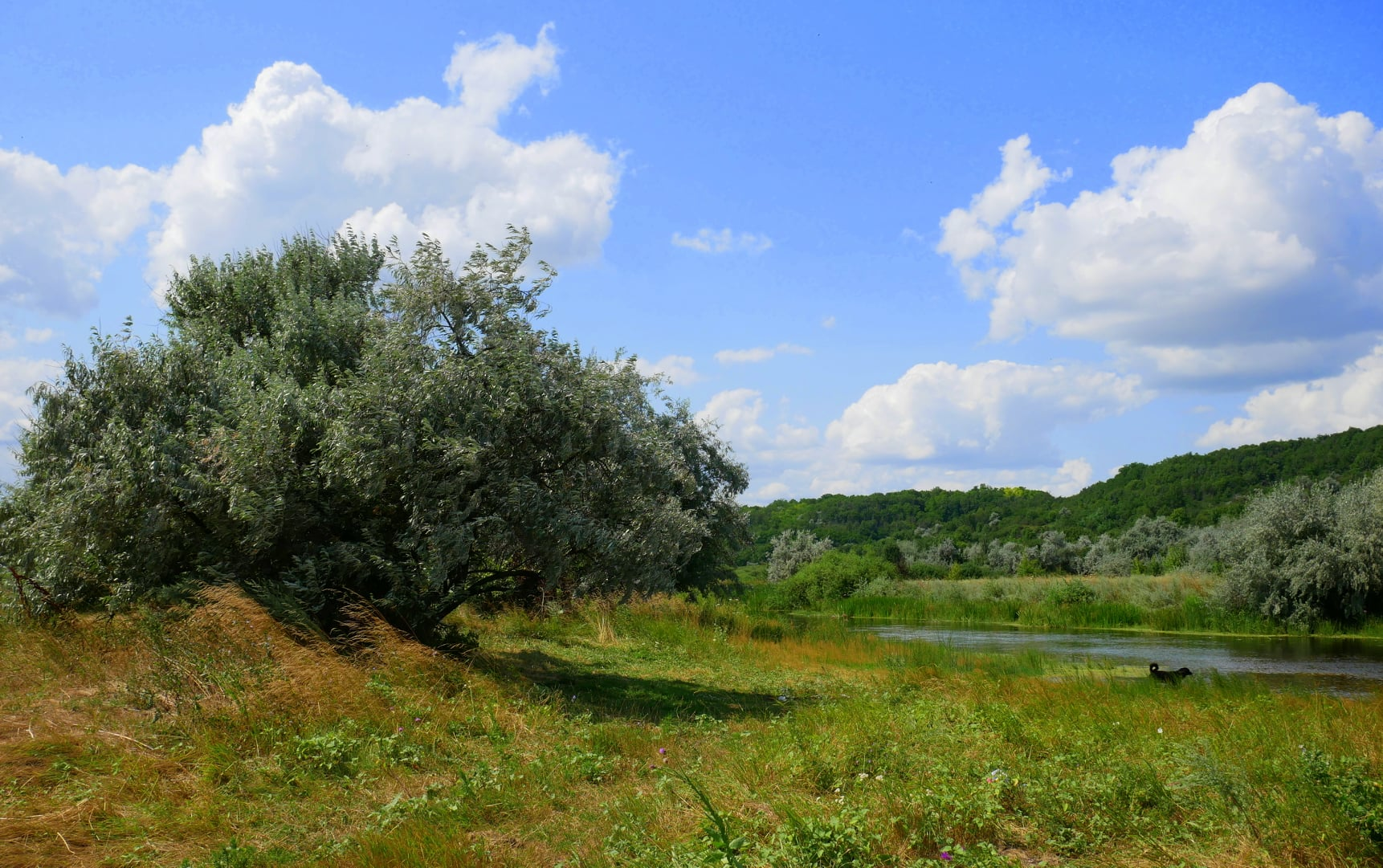